# Krosno-Bugaj
Krosno-Bugaj – część wsi Krosno w Polsce. położona w województwie łódzkim, w powiecie piotrkowskim, w gminie Gorzkowice.
W latach 1975–1998 Krosno-Bugaj administracyjnie należało do województwa piotrkowskiego.